# Арсенал (баскетбольный клуб)
«Арсенал» — российский баскетбольный клуб из Тулы. Выступает в Евразийской лиге, Суперлиге-2 дивизион и Кубке России.

## История
Баскетбольный клуб «Арсенал» основан в 1997 году, когда по предложению Виктора Николаевича Ускова и инициативе В. Соколовского было решено перейти на более высокий уровень и был организован переезд команды «ЦСК ВВС» во главе с тренером Олегом Кимом. «Арсенал» добился своих максимальных успехов не только на внутренней арене, став бронзовым призёром чемпионата России, обыграв в серии до 3 побед звездный «Урал-Грейт», но и в международных соревнованиях, дойдя до 1/4 финала Кубка Корача и уступив лишь будущему чемпиону.
В это время с молодыми игроками работали такие тренеры, как Кудрицкий В.В., Бурмыкин В.М., Голышев В.А., Нигачев В.В., чьи воспитанники регулярно пополняли ряды не только БК «Арсенал», но и других клубов России. Чуть позже до сборной России дорос ещё один туляк - А.Усков, успевший сыграть на чемпионате Европы среди кадетов под началом Вадеева Алексея (игрока «Арсенала» 2000-х годов). Это было золотое время тульского баскетбола, но с 2002 года по неизвестной причине прекратилось финансирование клуба, и команда, в основном, боролась за выживание как в турнирном, так и в финансовом плане. Постоянная смена руководства, названия команды и большие долги не позволили «Арсеналу» остаться среди сильнейших команд России, и, опустившись на самое дно, команда долго не могла вернуться в профессиональные лиги российского баскетбола. В этот непростой период с командой всегда оставался преданный тульскому баскетболу В.Н. Усков, который снова смог вдохнуть жизнь в уже новый «Арсенал», в 2014 году снова выведя его в Суперлигу-3 по спортивному принципу, завоевав серебро Первой лиги.

## Достижения
Евразийская лига
- Чемпион: 2019/2020

Чемпионат России
- Бронзовый призёр: 1998/1999

Суперлига
- Чемпион: 2000/2001